# Tren de la Costa
El Tren de la Costa, ubicado en la provincia argentina de Buenos Aires, es un tren ligero turístico, inaugurado en 1995 que recorre 15,5 km atravesando elegantes barrios residenciales en forma paralela al Río de la Plata, entre las estaciones Avenida Maipú, ubicada en la localidad de Olivos y Delta, en Tigre. En su trayecto de 11 estaciones, pasa por los partidos de Vicente López, San Isidro, San Fernando y Tigre. 
Originalmente su trayecto correspondía al ramal Retiro-Delta (ex Tigre R) del Ferrocarril General Mitre, construido entre 1891 y 1896, que fue posteriormente desactivado entre las estaciones Borges y Delta en 1961. Dicho trayecto permaneció abandonado hasta comienzos de la década del ´90 cuando fue concesionado por la ex-empresa Ferrocarriles Argentinos a la Sociedad Comercial del Plata, que lo reactivó y administró hasta junio de 2013. Desde entonces, es operado por la empresa estatal Trenes Argentinos Operaciones. 
Las estaciones que componen el trayecto son Avenida Maipú, Borges, Libertador, Anchorena, Barrancas, San Isidro R, Punta Chica, Marina Nueva, San Fernando R, Canal y Delta.

## Historia
La traza del Tren de la Costa fue tendida a fines del siglo XIX por la Compañía Nacional de Ferrocarriles Pobladores Argentinos —adquirido al poco tiempo por el Ferrocarril Buenos Aires a Rosario (FCByR)— entre la terminal ferroviaria de Retiro, en la ciudad de Buenos Aires, y Tigre R. Pasando luego a la órbita del Ferrocarril Central Argentino, corrieron por esta línea trenes a vapor hasta que fue electrificada con tercer riel en 1931. Al nacionalizarse los ferrocarriles, en 1948, pasó a formar parte del nuevo Ferrocarril General Bartolomé Mitre de la red ferroviaria argentina, en uno de sus tres ramales suburbanos.
En 1961, durante la presidencia de Arturo Frondizi, Ferrocarriles Argentinos suspendió la prestación de servicios entre las estaciones Bartolomé Mitre, ubicada en Olivos, y Delta, nombre con el que fue rebautizada la estación Tigre R. Esta decisión puede entenderse si se toma en cuenta que el ramal Retiro-Tigre del Ferrocarril General Mitre, también estatal en ese momento y tradicionalmente mucho más usado que el Retiro-Tigre R, corre en forma prácticamente paralela a este último a partir de la estación Mitre, compitiendo con él. No obstante, en la sección clausurada siguieron pasando esporádicos trenes de carga por algún tiempo más, en especial para llegar a algunos astilleros ubicados en la zona de Tigre (Astarsa).
A partir de ese momento el Tren del Bajo, como se lo llamaba afectuosamente, se sumió en el abandono convirtiéndose en una vía muerta. El terreno ferroviario fue usurpado ilegalmente en casi toda su extensión, muchas estaciones fueron ocupadas por familias enteras y se deterioró gran parte de su estructura. Sin embargo, hubo permanentes reclamos para su rehabilitación, y desde principios de los años 1990 se empezaron a barajar opciones para volver a poner el ramal en funcionamiento.

### Reactivación del ramal

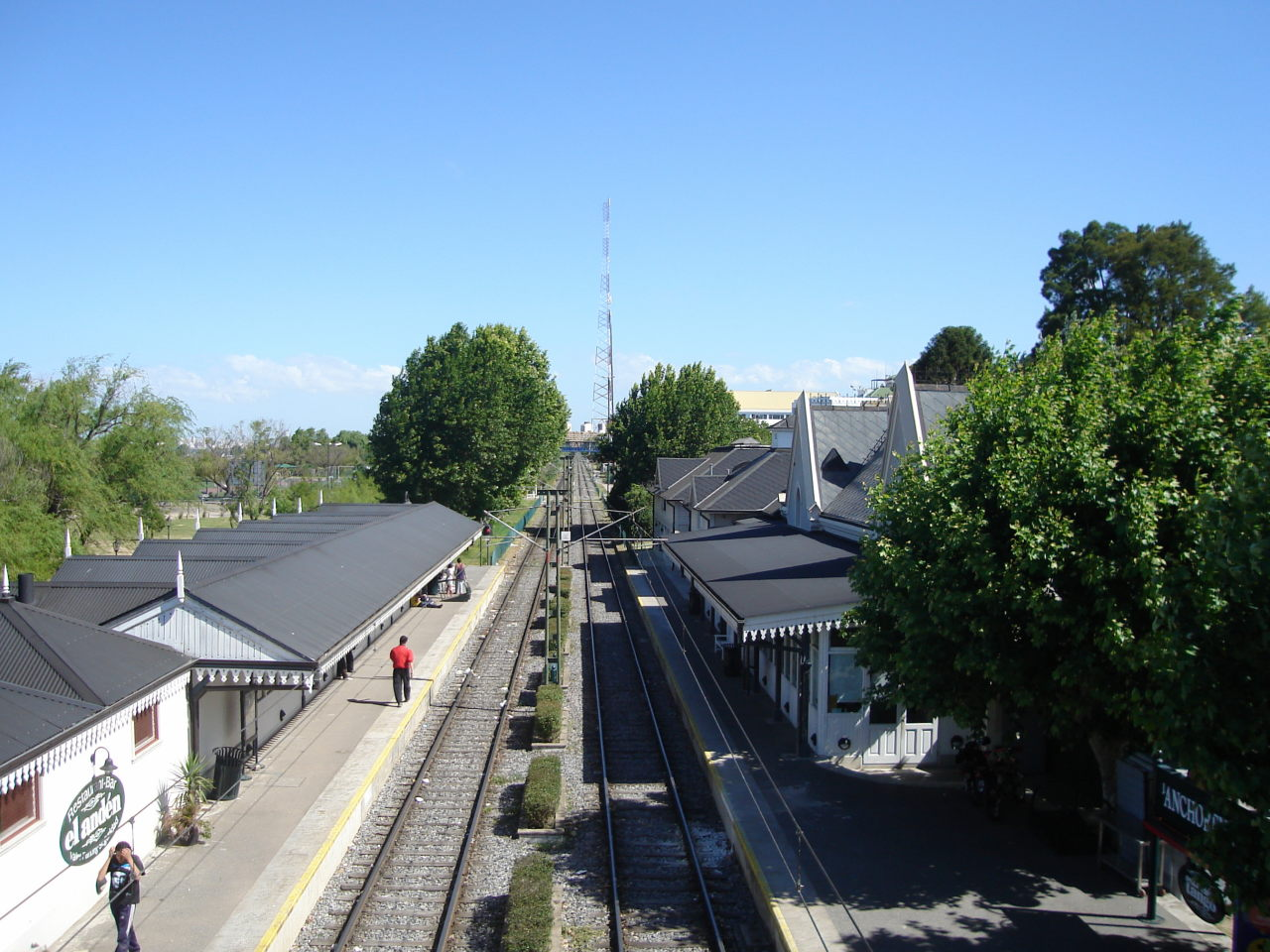
Vista aérea de la estación Anchorena luego de su reapertura.

El 1 de septiembre de 1989 la empresa estatal Ferrocarriles Argentinos efectuó el Llamado a Licitación Pública Nacional e Internacional N.º 2.145/90, para la explotación de un Sistema de Transporte Ferroviario en el sector comprendido entre las estaciones Mitre y Delta, contemplando la explotación comercial de las áreas aledañas y la ejecución de un proyecto arquitectónico y urbanístico que recuperase la zona comprendida en dicho recorrido. Paralelamente se llevaron a cabo tareas de desmalezamiento y otras previas a la reconstrucción de la línea.

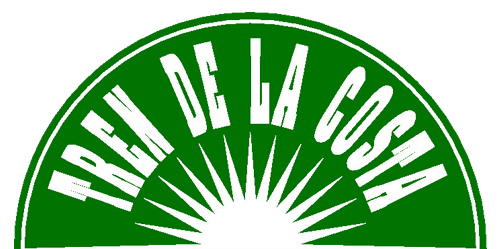
Logo de la línea (1995-2013).

Recién en 1993, el ramal fue dado en concesión por un término de 30 años a la Sociedad Comercial del Plata, que constituyó al efecto una nueva sociedad denominada Tren de la Costa S.A. que con financiación del Estado asumió la rehabilitación del trazado férreo y de las estaciones. Se reacondicionaron las 8 estaciones existentes al momento y se construyeron 3 nuevas (Libertador, Maipú y Marina Nueva), introduciendo el concepto de híbridos entre estaciones ferroviarias y paseos de compras. 

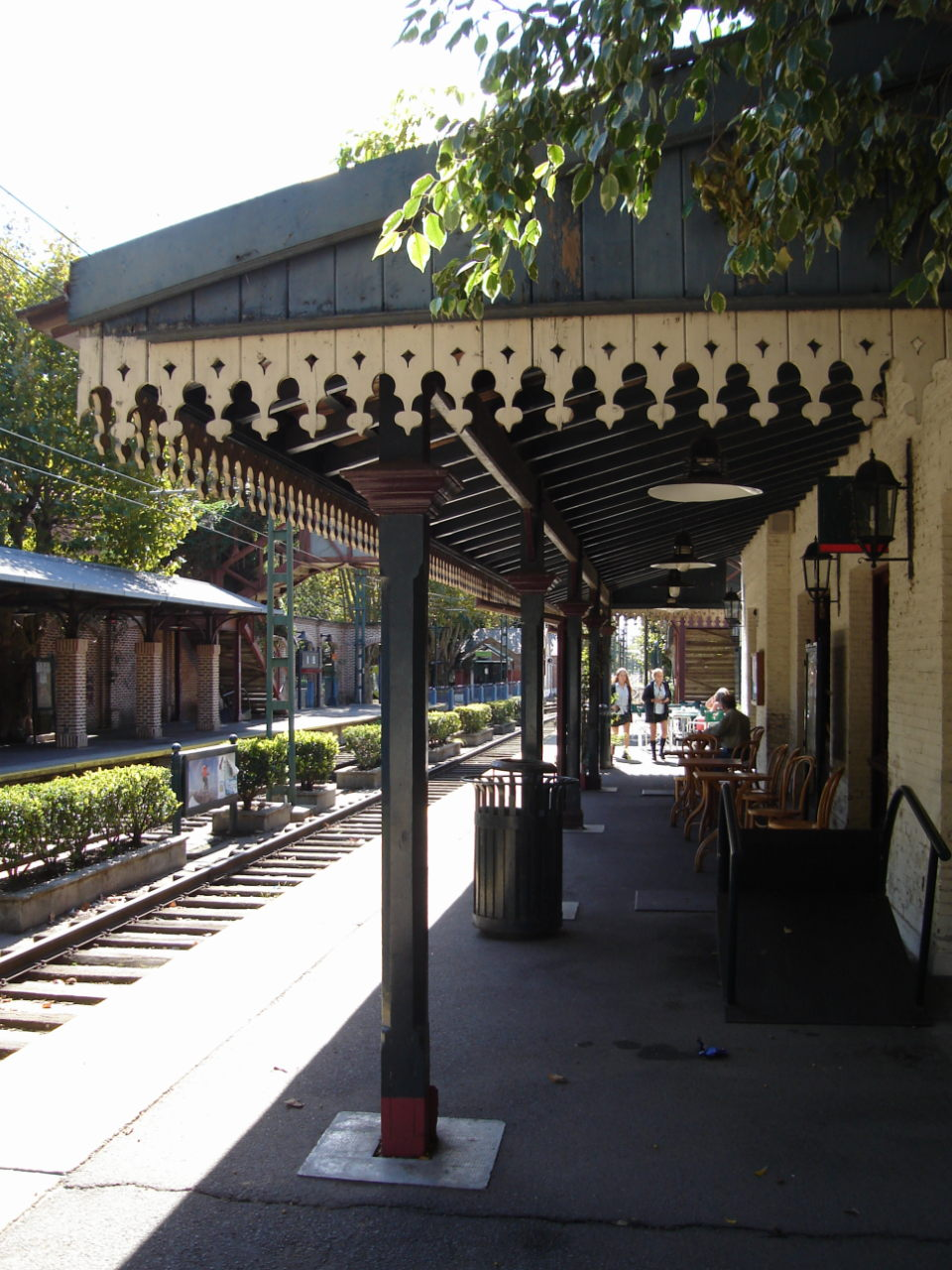
Estación Borges con su característico estilo inglés. Todos los edificios fueron preservados manteniendo su construcción original.

Debió construirse una nueva terminal, Avenida Maipú, puesto que se resolvió sustituir la trocha ancha por estándar y cambiar el sistema de alimentación eléctrica, ahora por catenaria, todo lo cual hacía imposible que el ramal Retiro-Delta volviera a funcionar en forma integrada; adicionalmente, el hecho de que el antiguo ramal se dividiera en dos áreas asignadas a distintas concesionarias favoreció su separación definitiva. La nueva terminal (Avenida Maipú) se emplazó enfrentada a la estación Bartolomé Mitre, unida a ella por un puente peatonal.
A fines de 1994 se hicieron las primeras pruebas y el 25 de abril de 1995 se inauguró definitivamente el nuevo servicio, prestado por modernas formaciones de tren ligero de fabricación española y con una tarifa considerablemente más elevada que la normal para los ferrocarriles suburbanos, ya que al ser un servicio turístico diferencial se estableció que no recibiría subsidios por parte del Estado. 
El principal atractivo del emprendimiento no era en sí la operación del servicio ferroviario turístico, sino la explotación comercial de los inmuebles colaterales ubicados en las zonas más privilegiadas del conurbano bonaerense.

### Evolución

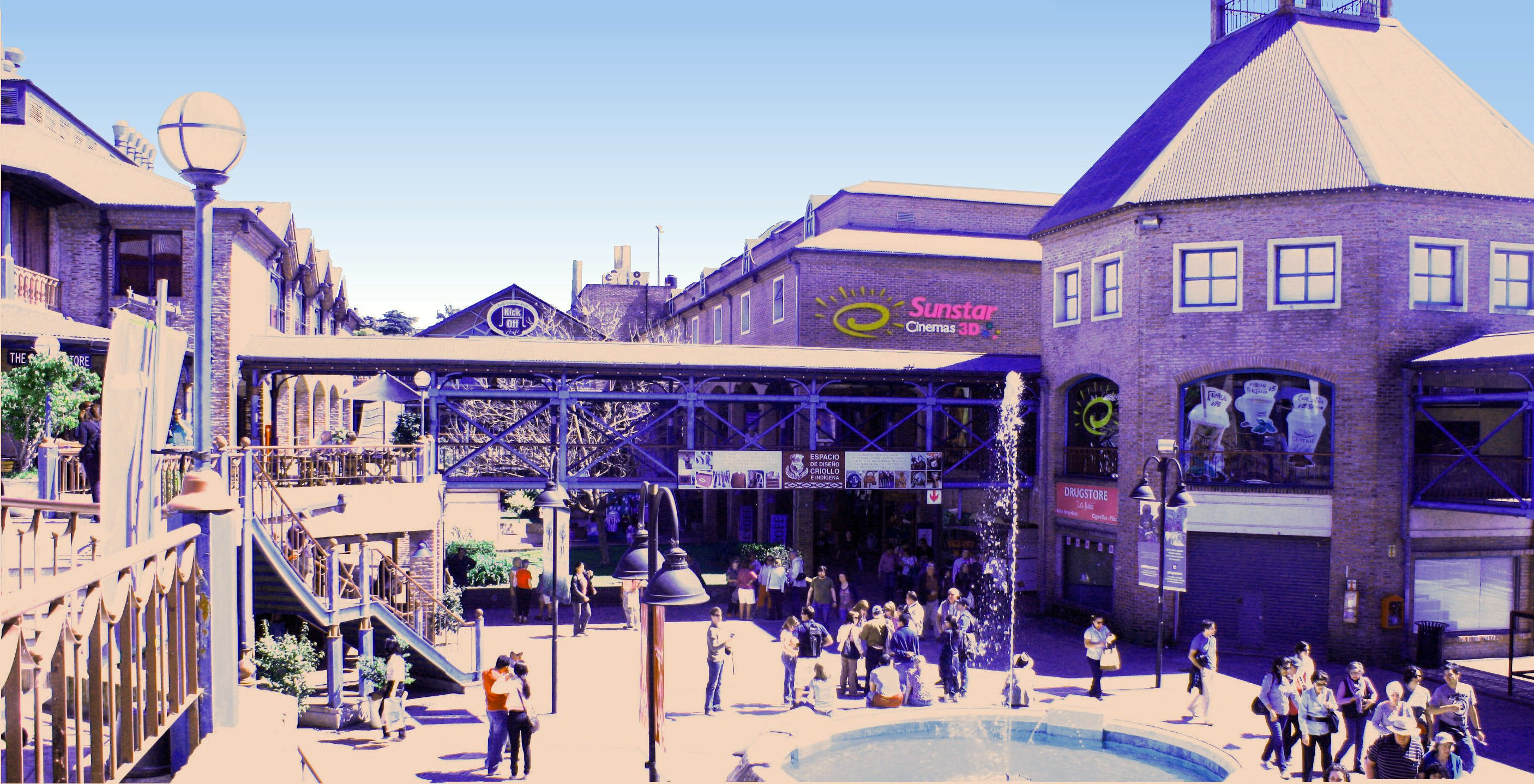
Los centros comerciales en las estaciones, como en San Isidro, tuvieron un período de éxito breve, antes de caer en su actual decadencia.

Cuando se inauguró, el Tren de la Costa llegó a transportar unas 100.000 personas por fin de semana y 3.300.000 personas durante todo 1996, el año de mayor concurrencia.
Sin embargo, el Tren de la Costa, ideado en pleno apogeo del consumo a comienzos de los ´90, inició sus operaciones cuando el país era golpeado por el efecto tequila. Mientras tanto, el Parque de la Costa, pensado como el ancla del proyecto, solo pudo abrir sus puertas en 1997, coincidiendo con el estallido de la crisis asiática. Poco después, en 1998, el país entró en recesión, lo cual se reflejó en una merma de pasajeros constante e ineludible, fomentada por una sobre-oferta de transportes alternativos y de mucho menor costo. La recesión de la economía argentina, también se reflejó en una caída del nivel de concurrencia a los centros comerciales y al Parque de la Costa.
El negocio pareció mejorar hacia 1999, cuando el consorcio formado por Tren de la Costa y Boldt instaló en el predio del Parque de la Costa un casino con máquinas tragamonedas, denominado Trilenium. [cita requerida]

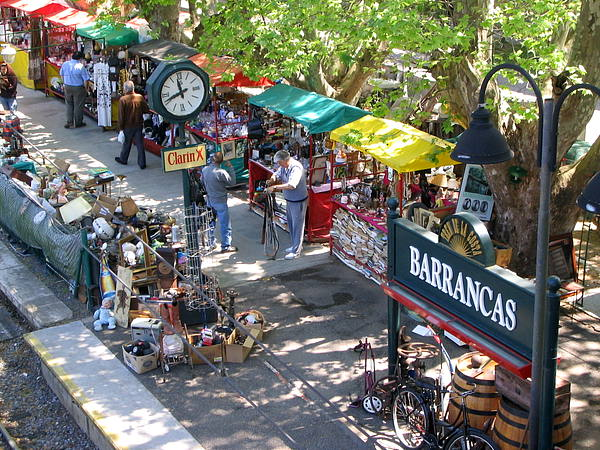
En la estación Barrancas (Acassuso) funciona una feria de antigüedades.

Sin embargo, la situación económica empeoró y provocó una constante baja en la concurrencia tanto al Parque, como al tren. Esto trajo aparejado el cierre de los locales ubicados en las diversas estaciones.
A fines del año 2000, la empresa Sociedad Comercial del Plata ingresó en concurso preventivo de acreedores y desde el año 2001 Tren de la Costa dejó de abonar el canon acordado en el contrato original. Desde entonces la empresa comenzó a gestionar infructuosamente el pago de algún subsidio municipal o nacional, mientras entablaba conversaciones con inversores que quisieran adquirir el emprendimiento o incorporarse como socios. En el año 2005, diez años después de su apertura, el tren apenas llegaba a transportar unos 150.000 pasajeros por mes, cuando en julio de 1996 el servicio había sido utilizado por 409.083 usuarios.
Según un acuerdo aprobado en 2003 por los acreedores de Tren de la Costa S.A. (TDC), la empresa se reestructuró totalmente. Por un lado, el negocio se escindió, formándose dos nuevas empresas: Parque de la Costa S.A., a cargo del centro de entretenimientos homónimo, y Nuevo Tren de la Costa S.A., a cargo de la explotación del tren propiamente dicho y de los locales comerciales de las estaciones. Simultáneamente, la participación que TDC tenía en la sociedad Trilenium S.A., fue transferida a la Sociedad Comercial del Plata.
A partir de octubre del 2011 el Estado pasó a hacerse cargo del pago de los salarios de los trabajadores del tren.

### Reestatización del Tren de la Costa
El 4 de junio de 2013, Florencio Randazzo, Ministro del Interior y Transporte de Argentina, anunció la rescisión del contrato de concesión del Tren de la Costa y sus bienes (incluyendo parte de los terrenos y operación del Parque de la Costa) y se confirmó que el servicio ferroviario la operaría la SOFSE. La revocación del contrato fue formalizado el 5 de junio mediante la Resolución 477/2013.

Lo hemos decidido rescindir por falta de mantenimiento en material rodante y vías, (...) cesión del contrato de concesión sin previa aceptación y conformidad del Estado Nacional, (...) omisión del pago del canon al ONABE (lo que hoy es el AABE) desde el año 2001, (...) y por supuesto que la operación del Tren de la Costa, la va a llevar adelante, la Sociedad operadora Ferroviaria del Estado...
Florencio Randazzo, Ministro del Interior y Transporte de Argentina

El contrato de concesión del Tren de la Costa es un contrato con doble objeto, originariamente, que era la explotación del servicio ferroviario y la explotación comercial de los bienes colaterales. Nosotros hemos rescindido el contrato en su totalidad; el Parque de la Costa también.
Florencio Randazzo, Ministro del Interior y Transporte de Argentina

A tres meses de la estatización, el Tren de la Costa volvió a respetar la frecuencia de un servicio cada 30 minutos y sumó vigilancia en las formaciones, se repararon tres unidades que se sumaron a las dos que ya funcionaban.

## Material rodante
El material rodante del Tren de la Costa está compuesto por unidades derivadas directamente de las unidades Serie FGV 3700 de la segunda subserie, construidas por las empresas españolas Construcciones y Auxiliar de Ferrocarriles (CAF) en Beasáin, BBC, ASEA, M.T.M. y MACOSA para Ferrocarriles de la Generalidad Valenciana, de Valencia, España. Estas unidades se distinguen de las del metro de Valencia por tener un ancho de vía de 1435 mm (UIC) frente a los 1000 mm (métrico) de las de dicha red, y por poseer una electrónica de potencia más avanzada, utilizando equipos trifásicos frente al chopper en la valenciana. Además en el reciente acuerdo de Argentina y china se acordó la compra de 10 formaciones más para ser sumadas a este ramal.

## Estaciones del Tren de la Costa
El Tren de la Costa tiene 11 estaciones en su recorrido, atravesando 4 partidos del Gran Buenos Aires.
| Estación           | Kilómetro       | Kilómetro          | Cantidad de andenes | Distrito                              | Notas |
| Estación           | Desde Av. Maipu | Desde Retiro Mitre | Cantidad de andenes | Distrito                              | Notas |
| ------------------ | --------------- | ------------------ | ------------------- | ------------------------------------- | --- |
| Avenida Maipú      | 0               | 18                 | 2                   | Partido de Vicente López              | Combinación con Estación Bartolomé Mitre del Ramal Retiro-Mitre de la Línea Mitre. Proximidad con Metrobús del norte y Quinta presidencial de Olivos                                |
| Borges             | 0.8             | 18.8               | 2                   | Partido de Vicente López              | |
| Libertador         | 1.4             | 19.4               | 2                   | Partido de Vicente López              | Proximidad con Estación Olivos del Ramal Retiro - Tigre de la Línea Mitre y con puente sobre éste                                                                                   |
| Juan Anchorena     | 3.1             | 21.1               | 2                   | Partido de San Isidro                 | |
| Las Barrancas      | 5.5             | 23.5               | 2                   | Partido de San Isidro                 | |
| San Isidro R       | 6.9             | 24.9               | 2                   | Partido de San Isidro                 | |
| Punta Chica        | 9.2             | 27.2               | 2                   | Partidos de San Isidro y San Fernando | |
| Marina Nueva       | 10.7            | 28.7               | 2                   | Partido de San Fernando               | |
| San Fernando R     | 12.2            | 30.2               | 2                   | Partido de San Fernando               | Proximidad con Estación San Fernando C del Ramal Retiro-Tigre de la Línea Mitre |
| Canal San Fernando | 13.6            | 31.6               | 3                   | Partido de Tigre                      | Proximidad con Estación Carupá del Ramal Retiro-Tigre de la Línea Mitre y con Canal San Fernando.                                                                                   |
| Delta              | 15.1            | 33.1               | 2                   | Partido de Tigre                      | Inaugurada como Tigre R. Proximidad con Estación Tigre del Ramal Retiro-Tigre de la Línea Mitre, Estación fluvial de pasajeros Domingo F. Sarmiento y Río Tigre. Cabecera terminal. |